# Ziemupe
Ziemupe ist ein Dorf in der Gemeinde Vērgale (deutsch Virginahlen) im Bezirk Dienvidkurzeme in Lettland. Der Ort liegt im nordwestlichen Teil der Gemeinde am Ufer der Ziemupe, 11 km vom Gemeindezentrum Vērgale, 34 km von Pāvilosta (deutsch Paulshafen) und 237 km von Riga entfernt. In Ziemupe gibt es ein Volkshaus, ein Postamt, ein Geschäft und ein Gästehaus.
Der Ort hat sich um das Herrenhaus Seemuppen von Christoph Friedrich von der Osten-Sacken entwickelt. Bis 1949 war es das Zentrum der Gemeinde Ziemupe, bis 1954 das Dorfzentrum. Die lutherische Kirche in Ziemupe ist ein architektonisches Denkmal von nationaler Bedeutung.

## Schutzgebiet
Im Gebiet werden eine große Anzahl verschiedener Küstenbiotope geschützt. Hier gibt es die berühmten Graudünen, verschiedene Arten an Waldbiotopen, seltene Pflanzen und Tiere. Den Leuchtturm  und andere touristische Einrichtungen findet man hier.
Laila Pakalniņas kurzer Dokumentarfilm Theodore aus dem Jahr 2006 wurde im Dorf gedreht.